# Tom Marsters

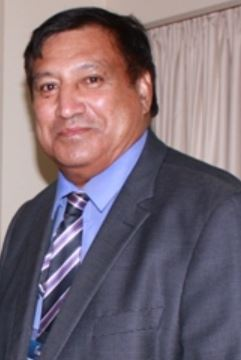
Tom Marsters (2011)

Sir Tom John Marsters (* 4. August 1945 auf Palmerston) ist ein Politiker (Cook Islands Party) auf den Cookinseln. Er amtierte dort als Arbeits-, Außen- und Vize-Premierminister. Seit 2013 ist er Repräsentant des Königs von Neuseeland, Charles III. auf den Cookinseln.

## Leben
Masters besuchte Schulen in Nikao und Avarua. Danach studierte er am Avele Agriculture College in Samoa und am Grimsby Institute of Technology im Vereinigten Königreich. Vor Beginn seiner Politikerkarriere arbeitete er im öffentlichen Dienst. Von 1968 bis 1999 war er als Secretary bei der Cook Islands Party tätig.
Von 1991 bis 2013 saß Marsters im Parlament der Cookinseln. Bis zu seinem Rücktritt 1997 war er Arbeitsminister im Kabinett unter Geoffrey Henry. Weitere Ministerämter folgten: Arbeitsminister (2002–2003), Außenminister (2004–2005 sowie 2010–2013). Später, im Kabinett unter Henry Puna, war Marsters Vize-Premierminister.
Mit der Übernahme des Amtes als Queen's Representative, heute Kings's Representative, am 5. Juni 2013 folgte er seinem Vorgänger Frederick Tutu Goodwin. Er ist damit der fünfte Inhaber des Amts. 2016 und 2019 wurde er in diesem Amt bestätigt.
2018 wurde Marsters zum Knight Commander des Order of the British Empire ernannt.